# 塞尔瓦县
塞尔瓦县（西班牙語：Selva），是西班牙加泰罗尼亚赫罗纳省的一个县（福加斯-德托尔德拉市镇有部分属于巴塞罗那省）。总面积995.11平方公里，总人口169389（2009年），人口密度170人/平方公里。行政中心位于圣科洛马-德法尔内斯。
塞尔瓦县辖有26个市镇。